# Pokolj u Orlištu 23. ožujka 1993.
Pokolj u Orlištu bio je ratni zločin koji su počinile bošnjačko-muslimanske snage nad Hrvatima tijekom agresije na prostore Hrvata Sjeverne Hercegovine. Počinile su ga 23. ožujka 1993. godine u hrvatskom selu Orlištu kod Konjica. 
20. ožujka 1993. dogovorena je na sastanku u Jablanici krvave agresije i etničkog čišćenja hrvatskog naroda u općinama Konjic i Jablanica. Na sastanku su nazočili najviši vojni i politički predstavnici Muslimana Konjica, Jablanice i Hadžića. Odluke sa sastanka amenovane su od Alije Izetbegovića, dr. Safeta Ćibe i Sefera Halilovića. Dan kasnije dr. Safet Ćibo zabranio je Hrvatima da se oglašavaju na Radio-Konjicu i smijenio Hrvaticu s mjesta urednice radija. Nakon medijske blokade Hrvata konjičke općine, 22. ožujka počela je fizička blokada područja cijele općine Konjic, tako da Hrvati nisu mogli ni ući ni izaći. 23. ožujka muslimanske snage pobile su mnogo hrvatskih civila i nenaoružanih pripadnika HVO u raznim selima općine Konjic, i teško je tvrditi da ovi zločini nisu bili planirani. 23. ožujka napale su muslimanske snage selo Orlište, čijih su sva 22 stanovnika bili Hrvati. Okruženje je muslimansko-bošnjačko. Zapovjednik zapovjednik brigade Neretvica tzv.  Armije BiH Hasan Halaković naredio je da se selo napadne i da se svi Hrvati razoružaju, a koji to odbiju, da se pobiju. Mjesto je ubrzo i zauzeto jer nitko nije pružao otpor. Pripadnici tzv. ARBiH ubili su 4 hrvatska civila dobi od 70 do 80 godina.Selo Orlište je oplja
Poubijani su: Ivan Kostić (1907.), strijeljan je u vlastitoj kući, a njegova žena Janja (1913.), ispred staje, a staja i stoka su zapaljeni, Branko Kostić (1937.), civil, prostrijeljen je rafalom u leda i glavu, a Janja Kostić (1913.), je potpuno paralizirana, najprije teško ranjena u lice te nakon četiri dana, pošto nije dobila pomoć, umrla. Muslimanski vojnici ali i neki civili Muslimani opljačkali su i potom spalili selo. Preživjelo stanovništvo je protjerano. Osim komandanta brigade Hasana Hakalovića, za taj zločin su osumnjičeni i Mirsad Barjaktarević, zapovjednik akcije, te vojnici Muhamed Buljina, Hamza Ajanović, Samir Barjaktarević, Muharem Mravović i neki drugi zločinci.